# Passo delle Palade
Il passo delle Palade (Gampenpass o Gampenjoch in tedesco, 1.518 m) è un valico alpino che mette in comunicazione Merano (Burgraviato) con Fondo in val di Non attraverso la ex strada statale 238 delle Palade.
Dal punto di vista orografico si inserisce nelle Alpi della Val di Non e separa ad occidente la catena delle Maddalene dal resto delle Alpi della val di Non ad oriente.

## Storia
Si tratta di un'antica via di comunicazione, menzionata la prima volta in un privilegio dei conti del Tirolo del 1363 quale Campen; sin dal 1562 è attestato il pedaggio viario chiesto ai viandanti sulla sommità del passo sempre da parte dei conti tirolesi.
Dal 1810 al 1815 vi transitava il confine tra il Regno d'Italia, appena fondato da Napoleone, a sud e il Regno di Baviera a nord.
Presso il passo si trova lo sbarramento le Palade che custodisce una delle opere difensive più grandi del vallo alpino in Alto Adige, con un volume di scavo pari a 25.000 m³. Oggigiorno l'opera è stata riadattata per ospitare un museo ed una galleria - la Gampen Gallery - in cui vengono realizzate mostre temporanee.

## In bicicletta
Impegnativo sia per lunghezza che per pendenze, è stato più volte inserito nel percorso del Giro d'Italia in quanto permette un collegamento diretto fra la zona dell'Alto Adige settentrionale con quella dei passi del Tonale, del Gavia e dello Stelvio.
Nel 2004 la salita del versante meridionale da Fondo ha visto l'ultima grande vittoria del celebre ciclista russo Pavel Tonkov.